# Okręgowe rozgrywki w piłce nożnej woj. białostockiego (1968/1969)
35. Edycja okręgowych rozgrywek w piłce nożnej województwa białostockiego

Okręgowe rozgrywki w piłce nożnej województwa białostockiego prowadzone są przez Białostocki Okręgowy Związek Piłki Nożnej, rozgrywane są w trzech ligach, najwyższym poziomem jest klasa okręgowa, następnie klasa A i klasa B (3 grupy).

Mistrzostwo Okręgu zdobyła drużyna Mazura Ełk.

Okręgowy Puchar Polski zdobyły Wigry Suwałki.
Drużyny z województwa białostockiego występujące w centralnych i makroregionalnych poziomach rozgrywkowych:
- I Liga - brak
- II Liga - brak
- III Liga - Włókniarz Białystok, Skra Czarna Białostocka.

| Rozgrywki      | Poziomy rozgrywkowe w sezonie 1968/69 | Poziomy rozgrywkowe w sezonie 1968/69 | Poziomy rozgrywkowe w sezonie 1968/69 | Poziomy rozgrywkowe w sezonie 1968/69 | Poziomy rozgrywkowe w sezonie 1968/69 | Poziomy rozgrywkowe w sezonie 1968/69 | Poziomy rozgrywkowe w sezonie 1968/69 | Poziomy rozgrywkowe w sezonie 1968/69 | Poziomy rozgrywkowe w sezonie 1968/69 | Poziomy rozgrywkowe w sezonie 1968/69 | Poziomy rozgrywkowe w sezonie 1968/69 | Poziomy rozgrywkowe w sezonie 1968/69 | Poziomy rozgrywkowe w sezonie 1968/69 | Poziomy rozgrywkowe w sezonie 1968/69 | Poziomy rozgrywkowe w sezonie 1968/69 | Poziomy rozgrywkowe w sezonie 1968/69 | Poziomy rozgrywkowe w sezonie 1968/69 | Poziomy rozgrywkowe w sezonie 1968/69 | Poziomy rozgrywkowe w sezonie 1968/69 | Poziomy rozgrywkowe w sezonie 1968/69 | Poziomy rozgrywkowe w sezonie 1968/69 | Poziomy rozgrywkowe w sezonie 1968/69 | Poziomy rozgrywkowe w sezonie 1968/69 | Poziomy rozgrywkowe w sezonie 1968/69 | Poziomy rozgrywkowe w sezonie 1968/69 | Poziomy rozgrywkowe w sezonie 1968/69 | Poziomy rozgrywkowe w sezonie 1968/69 | Poziomy rozgrywkowe w sezonie 1968/69 | Poziomy rozgrywkowe w sezonie 1968/69 | Poziomy rozgrywkowe w sezonie 1968/69 | Poziomy rozgrywkowe w sezonie 1968/69 | Poziomy rozgrywkowe w sezonie 1968/69 | Poziomy rozgrywkowe w sezonie 1968/69 | Poziomy rozgrywkowe w sezonie 1968/69 | Poziomy rozgrywkowe w sezonie 1968/69 | Poziomy rozgrywkowe w sezonie 1968/69 | Poziomy rozgrywkowe w sezonie 1968/69 | Poziomy rozgrywkowe w sezonie 1968/69 | Poziomy rozgrywkowe w sezonie 1968/69 | Poziomy rozgrywkowe w sezonie 1968/69 | Poziomy rozgrywkowe w sezonie 1968/69 | Poziomy rozgrywkowe w sezonie 1968/69 | Poziomy rozgrywkowe w sezonie 1968/69 | Poziomy rozgrywkowe w sezonie 1968/69 | Poziomy rozgrywkowe w sezonie 1968/69 | Poziomy rozgrywkowe w sezonie 1968/69 | Poziomy rozgrywkowe w sezonie 1968/69 | Poziomy rozgrywkowe w sezonie 1968/69 | Poziomy rozgrywkowe w sezonie 1968/69 | Poziomy rozgrywkowe w sezonie 1968/69 | Poziomy rozgrywkowe w sezonie 1968/69 | Poziomy rozgrywkowe w sezonie 1968/69 | Poziomy rozgrywkowe w sezonie 1968/69 | Poziomy rozgrywkowe w sezonie 1968/69 | Poziomy rozgrywkowe w sezonie 1968/69 | Poziomy rozgrywkowe w sezonie 1968/69 | Poziomy rozgrywkowe w sezonie 1968/69 | Poziomy rozgrywkowe w sezonie 1968/69 | Poziomy rozgrywkowe w sezonie 1968/69 | Poziomy rozgrywkowe w sezonie 1968/69 | Poziomy rozgrywkowe w sezonie 1968/69 |
| -------------- | ------------------------------------- | ------------------------------------- | ------------------------------------- | ------------------------------------- | ------------------------------------- | ------------------------------------- | ------------------------------------- | ------------------------------------- | ------------------------------------- | ------------------------------------- | ------------------------------------- | ------------------------------------- | ------------------------------------- | ------------------------------------- | ------------------------------------- | ------------------------------------- | ------------------------------------- | ------------------------------------- | ------------------------------------- | ------------------------------------- | ------------------------------------- | ------------------------------------- | ------------------------------------- | ------------------------------------- | ------------------------------------- | ------------------------------------- | ------------------------------------- | ------------------------------------- | ------------------------------------- | ------------------------------------- | ------------------------------------- | ------------------------------------- | ------------------------------------- | ------------------------------------- | ------------------------------------- | ------------------------------------- | ------------------------------------- | ------------------------------------- | ------------------------------------- | ------------------------------------- | ------------------------------------- | ------------------------------------- | ------------------------------------- | ------------------------------------- | ------------------------------------- | ------------------------------------- | ------------------------------------- | ------------------------------------- | ------------------------------------- | ------------------------------------- | ------------------------------------- | ------------------------------------- | ------------------------------------- | ------------------------------------- | ------------------------------------- | ------------------------------------- | ------------------------------------- | ------------------------------------- | ------------------------------------- | ------------------------------------- | ------------------------------------- |
| Centralne      | I poziom ligowy                       | I Liga                                | I Liga                                | I Liga                                | I Liga                                | I Liga                                | I Liga                                | I Liga                                | I Liga                                | I Liga                                | I Liga                                | I Liga                                | I Liga                                | I Liga                                | I Liga                                | I Liga                                | I Liga                                | I Liga                                | I Liga                                | I Liga                                | I Liga                                | I Liga                                | I Liga                                | I Liga                                | I Liga                                | I Liga                                | I Liga                                | I Liga                                | I Liga                                | I Liga                                | I Liga                                | I Liga                                | I Liga                                | I Liga                                | I Liga                                | I Liga                                | I Liga                                | I Liga                                | I Liga                                | I Liga                                | I Liga                                | I Liga                                | I Liga                                | I Liga                                | I Liga                                | I Liga                                | I Liga                                | I Liga                                | I Liga                                | I Liga                                | I Liga                                | I Liga                                | I Liga                                | I Liga                                | I Liga                                | I Liga                                | I Liga                                | I Liga                                | I Liga                                | I Liga                                | I Liga                                |
| Centralne      | II poziom ligowy                      | II Liga                               | II Liga                               | II Liga                               | II Liga                               | II Liga                               | II Liga                               | II Liga                               | II Liga                               | II Liga                               | II Liga                               | II Liga                               | II Liga                               | II Liga                               | II Liga                               | II Liga                               | II Liga                               | II Liga                               | II Liga                               | II Liga                               | II Liga                               | II Liga                               | II Liga                               | II Liga                               | II Liga                               | II Liga                               | II Liga                               | II Liga                               | II Liga                               | II Liga                               | II Liga                               | II Liga                               | II Liga                               | II Liga                               | II Liga                               | II Liga                               | II Liga                               | II Liga                               | II Liga                               | II Liga                               | II Liga                               | II Liga                               | II Liga                               | II Liga                               | II Liga                               | II Liga                               | II Liga                               | II Liga                               | II Liga                               | II Liga                               | II Liga                               | II Liga                               | II Liga                               | II Liga                               | II Liga                               | II Liga                               | II Liga                               | II Liga                               | II Liga                               | II Liga                               | II Liga                               |
| Makroregionlne | III poziom ligowy                     | III Liga - gr.I                       | III Liga - gr.I                       | III Liga - gr.I                       | III Liga - gr.I                       | III Liga - gr.I                       | III Liga - gr.I                       | III Liga - gr.I                       | III Liga - gr.I                       | III Liga - gr.I                       | III Liga - gr.I                       | III Liga - gr.I                       | III Liga - gr.I                       | III Liga - gr.I                       | III Liga - gr.I                       | III Liga - gr.I                       | III Liga - gr.II                      | III Liga - gr.II                      | III Liga - gr.II                      | III Liga - gr.II                      | III Liga - gr.II                      | III Liga - gr.II                      | III Liga - gr.II                      | III Liga - gr.II                      | III Liga - gr.II                      | III Liga - gr.II                      | III Liga - gr.II                      | III Liga - gr.II                      | III Liga - gr.II                      | III Liga - gr.II                      | III Liga - gr.II                      | III Liga - gr.III                     | III Liga - gr.III                     | III Liga - gr.III                     | III Liga - gr.III                     | III Liga - gr.III                     | III Liga - gr.III                     | III Liga - gr.III                     | III Liga - gr.III                     | III Liga - gr.III                     | III Liga - gr.III                     | III Liga - gr.III                     | III Liga - gr.III                     | III Liga - gr.III                     | III Liga - gr.III                     | III Liga - gr.III                     | III Liga - gr.IV                      | III Liga - gr.IV                      | III Liga - gr.IV                      | III Liga - gr.IV                      | III Liga - gr.IV                      | III Liga - gr.IV                      | III Liga - gr.IV                      | III Liga - gr.IV                      | III Liga - gr.IV                      | III Liga - gr.IV                      | III Liga - gr.IV                      | III Liga - gr.IV                      | III Liga - gr.IV                      | III Liga - gr.IV                      | III Liga - gr.IV                      |
| Okręgowe       | IV poziom ligowy                      | Klasa Okręgowa                        | Klasa Okręgowa                        | Klasa Okręgowa                        | Klasa Okręgowa                        | Klasa Okręgowa                        | Klasa Okręgowa                        | Klasa Okręgowa                        | Klasa Okręgowa                        | Klasa Okręgowa                        | Klasa Okręgowa                        | Klasa Okręgowa                        | Klasa Okręgowa                        | Klasa Okręgowa                        | Klasa Okręgowa                        | Klasa Okręgowa                        | Klasa Okręgowa                        | Klasa Okręgowa                        | Klasa Okręgowa                        | Klasa Okręgowa                        | Klasa Okręgowa                        | Klasa Okręgowa                        | Klasa Okręgowa                        | Klasa Okręgowa                        | Klasa Okręgowa                        | Klasa Okręgowa                        | Klasa Okręgowa                        | Klasa Okręgowa                        | Klasa Okręgowa                        | Klasa Okręgowa                        | Klasa Okręgowa                        | Klasa Okręgowa                        | Klasa Okręgowa                        | Klasa Okręgowa                        | Klasa Okręgowa                        | Klasa Okręgowa                        | Klasa Okręgowa                        | Klasa Okręgowa                        | Klasa Okręgowa                        | Klasa Okręgowa                        | Klasa Okręgowa                        | Klasa Okręgowa                        | Klasa Okręgowa                        | Klasa Okręgowa                        | Klasa Okręgowa                        | Klasa Okręgowa                        | Klasa Okręgowa                        | Klasa Okręgowa                        | Klasa Okręgowa                        | Klasa Okręgowa                        | Klasa Okręgowa                        | Klasa Okręgowa                        | Klasa Okręgowa                        | Klasa Okręgowa                        | Klasa Okręgowa                        | Klasa Okręgowa                        | Klasa Okręgowa                        | Klasa Okręgowa                        | Klasa Okręgowa                        | Klasa Okręgowa                        | Klasa Okręgowa                        |
| Okręgowe       | V poziom ligowy                       | Klasa A - gr.I                        | Klasa A - gr.I                        | Klasa A - gr.I                        | Klasa A - gr.I                        | Klasa A - gr.I                        | Klasa A - gr.I                        | Klasa A - gr.I                        | Klasa A - gr.I                        | Klasa A - gr.I                        | Klasa A - gr.I                        | Klasa A - gr.I                        | Klasa A - gr.I                        | Klasa A - gr.I                        | Klasa A - gr.I                        | Klasa A - gr.I                        | Klasa A - gr.I                        | Klasa A - gr.I                        | Klasa A - gr.I                        | Klasa A - gr.I                        | Klasa A - gr.I                        | Klasa A - gr.I                        | Klasa A - gr.I                        | Klasa A - gr.I                        | Klasa A - gr.I                        | Klasa A - gr.I                        | Klasa A - gr.I                        | Klasa A - gr.I                        | Klasa A - gr.I                        | Klasa A - gr.I                        | Klasa A - gr.I                        | Klasa A - gr.I                        | Klasa A - gr.I                        | Klasa A - gr.I                        | Klasa A - gr.I                        | Klasa A - gr.I                        | Klasa A - gr.I                        | Klasa A - gr.I                        | Klasa A - gr.I                        | Klasa A - gr.I                        | Klasa A - gr.I                        | Klasa A - gr.I                        | Klasa A - gr.I                        | Klasa A - gr.I                        | Klasa A - gr.I                        | Klasa A - gr.I                        | Klasa A - gr.I                        | Klasa A - gr.I                        | Klasa A - gr.I                        | Klasa A - gr.I                        | Klasa A - gr.I                        | Klasa A - gr.I                        | Klasa A - gr.I                        | Klasa A - gr.I                        | Klasa A - gr.I                        | Klasa A - gr.I                        | Klasa A - gr.I                        | Klasa A - gr.I                        | Klasa A - gr.I                        | Klasa A - gr.I                        | Klasa A - gr.I                        |
| Okręgowe       | VI poziom ligowy                      | Klasa B - gr.I                        | Klasa B - gr.I                        | Klasa B - gr.I                        | Klasa B - gr.I                        | Klasa B - gr.I                        | Klasa B - gr.I                        | Klasa B - gr.I                        | Klasa B - gr.I                        | Klasa B - gr.I                        | Klasa B - gr.I                        | Klasa B - gr.I                        | Klasa B - gr.I                        | Klasa B - gr.I                        | Klasa B - gr.I                        | Klasa B - gr.I                        | Klasa B - gr.I                        | Klasa B - gr.I                        | Klasa B - gr.I                        | Klasa B - gr.I                        | Klasa B - gr.I                        | Klasa B - gr.II                       | Klasa B - gr.II                       | Klasa B - gr.II                       | Klasa B - gr.II                       | Klasa B - gr.II                       | Klasa B - gr.II                       | Klasa B - gr.II                       | Klasa B - gr.II                       | Klasa B - gr.II                       | Klasa B - gr.II                       | Klasa B - gr.II                       | Klasa B - gr.II                       | Klasa B - gr.II                       | Klasa B - gr.II                       | Klasa B - gr.II                       | Klasa B - gr.II                       | Klasa B - gr.II                       | Klasa B - gr.II                       | Klasa B - gr.II                       | Klasa B - gr.II                       | Klasa B - gr.III                      | Klasa B - gr.III                      | Klasa B - gr.III                      | Klasa B - gr.III                      | Klasa B - gr.III                      | Klasa B - gr.III                      | Klasa B - gr.III                      | Klasa B - gr.III                      | Klasa B - gr.III                      | Klasa B - gr.III                      | Klasa B - gr.III                      | Klasa B - gr.III                      | Klasa B - gr.III                      | Klasa B - gr.III                      | Klasa B - gr.III                      | Klasa B - gr.III                      | Klasa B - gr.III                      | Klasa B - gr.III                      | Klasa B - gr.III                      | Klasa B - gr.III                      |

## Klasa Okręgowa - IV poziom rozgrywkowy
| Poz. | Drużyna                | M  | Z  | R | P  | Bramki | Punkty |
| ---- | ---------------------- | -- | -- | - | -- | ------ | ------ |
| 1    | Mazur Ełk (s)          | 22 | 16 | 4 | 2  | 62-13  | 36     |
| 2    | Husar Nurzec           | 22 | 14 | 4 | 4  | 40-17  | 32     |
| 3    | Wigry Suwałki          | 22 | 11 | 2 | 9  | 37-37  | 24     |
| 4    | Warmia Grajewo         | 22 | 10 | 4 | 8  | 35-48  | 24     |
| 5    | Pogoń Łapy             | 22 | 10 | 3 | 9  | 33-22  | 23     |
| 6    | Sokół Sokółka          | 22 | 10 | 2 | 10 | 42-44  | 22     |
| 7    | Gwardia Białystok      | 22 | 7  | 7 | 8  | 37-32  | 21     |
| 8    | ŁKS Start Łomża        | 22 | 9  | 3 | 10 | 43-40  | 21     |
| 9    | Społem Bielsk Podlaski | 22 | 8  | 4 | 10 | 37-42  | 20     |
| 10   | Czarni Olecko (b)      | 22 | 6  | 7 | 9  | 39-47  | 19     |
| 11   | Jagiellonia Białystok  | 22 | 4  | 8 | 10 | 34-48  | 16     |
| 12   | Ognisko Białystok (b)  | 22 | 1  | 4 | 17 | 24-73  | 6      |

## Klasa A - V poziom rozgrywkowy
| Poz. | Drużyna                      | M  | Z | R | P | Bramki | Punkty |
| ---- | ---------------------------- | -- | - | - | - | ------ | ------ |
| 1    | Włókniarz II Białystok (b)   | 22 |   |   |   | 81-30  | 35     |
| 2    | Puszcza Hajnówka (s)         | 22 |   |   |   | 69-27  | 34     |
| 3    | Pomorzanka Sejny (b)         | 22 |   |   |   | 71-30  | 33     |
| 4    | ZKS Zambrów                  | 22 |   |   |   | 59-30  | 30     |
| 5    | Cresovia Gołdap (s)          | 22 |   |   |   | 41-39  | 21     |
| 6    | Wissa Szczuczyn              | 22 |   |   |   | 53-47  | 19     |
| 7    | AKS Augustów                 | 22 |   |   |   | 50-50  | 19     |
| 8    | LZS Ciechanowiec             | 22 |   |   |   | 49-69  | 19     |
| 9    | Orzeł Kolno                  | 22 |   |   |   | 52-59  | 18     |
| 10   | Cresovia Siemiatycze         | 22 |   |   |   | 49-58  | 18     |
| 11   | Ruch Wysokie Mazowieckie (b) | 22 |   |   |   | 40-90  | 11     |
| 12   | LZS Uhowo                    | 22 |   |   |   | 21-106 | 7      |

## Klasa B - VI poziom rozgrywkowy
Grupa I
| Poz. | Drużyna                     | M  | Z | R | P | Bramki | Punkty |
| ---- | --------------------------- | -- | - | - | - | ------ | ------ |
| 1    | Mazur II Ełk                | 18 |   |   |   | 79-19  | 31     |
| 2    | Dąb Dąbrowa Białostocka (b) | 18 |   |   |   | 43-33  | 26     |
| 3    | Wigry II Suwałki            | 18 |   |   |   | 43-25  | 23     |
| 4    | Biebrza Goniądz (b)         | 18 |   |   |   | 51-60  | 19     |
| 5    | Jasion Jasionówka (b)       | 18 |   |   |   | 34-39  | 17     |
| 6    | Strzała Nowa Wieś           | 18 |   |   |   | 35-43  | 16     |
| 7    | Znicz Radziłów              | 18 |   |   |   | 36-52  | 16     |
| 8    | Czarni Wąsosz               | 18 |   |   |   | 30-56  | 13     |
| 9    | Promień Mońki (b)           | 18 |   |   |   | 27-48  | 11     |
| 10   | Warmia II Grajewo           | 18 |   |   |   | 35-48  | 10     |

- Rezerwy Warmii Grajewo po sezonie wycofały się z rozgrywek.

Grupa II
| Poz. | Drużyna                  | M  | Z | R | P | Bramki | Punkty |
| ---- | ------------------------ | -- | - | - | - | ------ | ------ |
| 1    | KS Starosielce Białystok | 18 |   |   |   | 103-18 | 34     |
| 2    | Husar II Nurzec          | 18 |   |   |   | 80-24  | 32     |
| 3    | Żubr Białowieża (b)      | 18 |   |   |   | 59-40  | 23     |
| 4    | LZS Szepietowo           | 18 |   |   |   | 55-48  | 22     |
| 5    | Żubr Drohiczyn           | 18 |   |   |   | 65-45  | 19     |
| 6    | Las Narewka              | 18 |   |   |   | 40-49  | 17     |
| 7    | LZS Czyżew               | 18 |   |   |   | 25-45  | 12     |
| 8    | LZS Brańsk               | 18 |   |   |   | 26-62  | 8      |
| 9    | Orzeł Kleszczele         | 18 |   |   |   | 27-70  | 8      |
| 10   | Czarni Narew (b)         | 18 |   |   |   | 22-101 | 5      |

- Zmiana nazwy z LKS na KS Starosielce Białystok.
- Zmiana nazwy z LZS na Las Narewka.

Grupa III
| Poz. | Drużyna                    | M  | Z  | R | P  | Bramki | Punkty |
| ---- | -------------------------- | -- | -- | - | -- | ------ | ------ |
| 1    | Tur Turośń Kościelna (s)   | 18 | 13 | 3 | 2  | 67-18  | 29     |
| 2    | Supraślanka Supraśl (s)    | 18 | 13 | 3 | 2  | 62-25  | 29     |
| 3    | LZS Krynki                 | 18 | 11 | 2 | 5  | 42-25  | 24     |
| 4    | Łoś Wasilków               | 18 | 12 | 0 | 6  | 43-30  | 24     |
| 5    | Motor Dojlidy              | 18 | 9  | 1 | 8  | 39-52  | 19     |
| 6    | Podlasiak Knyszyn (b)      | 18 | 8  | 1 | 9  | 33-42  | 17     |
| 7    | Gwardia II Białystok       | 18 | 5  | 1 | 12 | 43-46  | 11     |
| 8    | LZS Kuźnica Białostocka    | 18 | 4  | 2 | 12 | 39-44  | 10     |
| 9    | Skra II Czarna Białostocka | 18 | 4  | 2 | 12 | 22-43  | 10     |
| 10   | LZS Waliły                 | 18 | 3  | 1 | 14 | 17-82  | 7      |

- Zmiana nazwy LZS na Tur Turośń Kościelna.
- Zgodnie z regulaminem dodatkowy mecz o 1 miejsce - Tur: Supraślanka 2:1.
- Rezerwy Gwardii Białystok po sezonie wycofały się z rozgrywek.

## Puchar Polski - rozgrywki okręgowe
- Wigry Suwałki : Jagiellonia Białystok 1:1 (11:9)karne